# Klimadiagramm

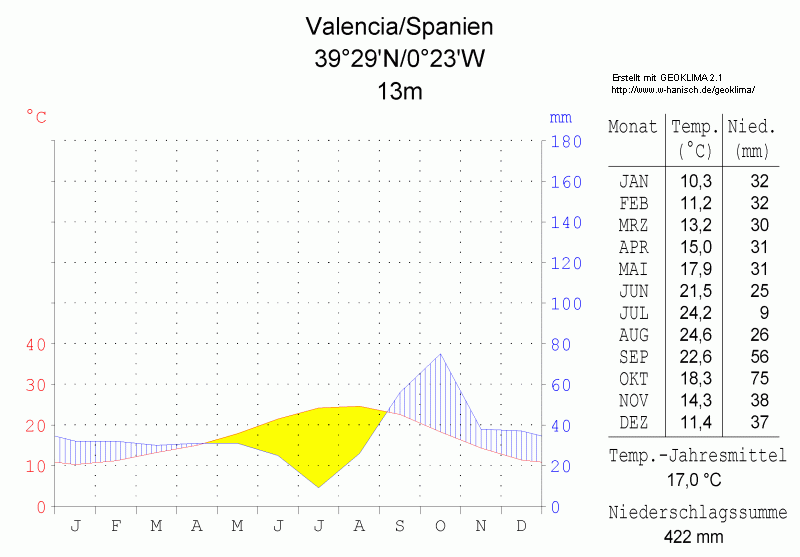
Klimadiagramm nach Walter/Lieth.
In der Überschrift der Stationsname, die geographischen Koordinaten und die Höhe über dem Meeresspiegel

Ein Klimadiagramm ist eine grafische Darstellungsform der klimatischen Verhältnisse an einem bestimmten Ort im Jahresverlauf. Daraus lassen sich die langjährigen Mittelwerte der  Klimastationen über Jahrzehnte gemessenen Temperatur- und Niederschlagsverhältnisse entnehmen.

## Zustandekommen der Messwerte
Bei den am häufigsten verwendeten hygrothermischen (gr. hygros = Wasser, Feuchtigkeit und gr. thermos = warm, Wärme) Klimadiagrammen werden Messwerte für Niederschlag (N) und Temperatur (T) berücksichtigt. Diese werden entsprechend den Klimanormalperioden als 30-jährige Mittelwerte dargestellt (Definition Klima = Zeitraum von 30 Jahren). Für die Temperatur werden die Tagesmitteltemperaturen für jeden Monat gemittelt; der Niederschlag eines Monats wird akkumuliert. Diese Durchschnittswerte werden im Klimadiagramm verzeichnet.

## Der Nutzen eines Klimadiagramms
Das Klimadiagramm bietet die Möglichkeit, bereits durch kurze Betrachtung eine schnelle, grobe Einschätzung der regelmäßig wiederkehrenden örtlichen Witterungsverhältnisse vorzunehmen. So kann in hygrothermischen Diagrammen eventuelle Aridität und/oder Humidität bestimmt werden, was wiederum auf Trockenzeiten und Vegetationsbedingungen schließen lässt, die die für den Menschen mögliche Landnutzung bestimmen. 
Klimadiagramme möglichst vieler Orte bilden die Grundlage (effektiver und integrativer) Klimaklassifikationen der Erde, die vergleichbare Klimaregionen sichtbar machen.
Auch bei der Planung einer Fernreise kann ein Blick auf die Klimadiagramme der in Frage kommenden Reiseziele hilfreich sein.

## Typen von Klimadiagrammen
Man kann verschiedene Typen von Klimadiagrammen unterscheiden: Walter/Lieth-Klimadiagramm, Thermoisoplethendiagramm, Klimogramme und Diagramme, die leicht von den Konventionen dieser Typen abweichen.

### Walter/Lieth-Klimadiagramm (hygrothermisch)

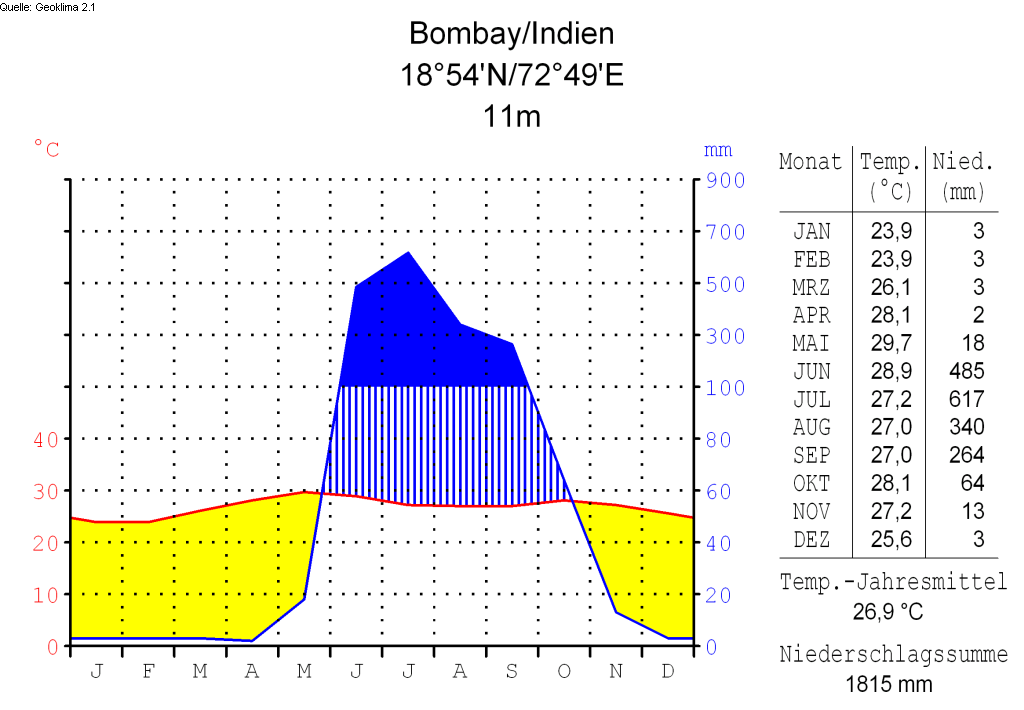
Klimadiagramm von Bombay nach Walter und Lieth

Beim häufig verwendeten Typ nach Heinrich Walter und Helmut Lieth werden traditionell die durchschnittlichen Monatstemperaturen (T) dem langfristigen Mittelwert der monatlichen Gesamtniederschläge (N) im Jahresverlauf gegenübergestellt (= hygrothermisch). Es wird von einer Abhängigkeit der Verdunstung von der Lufttemperatur ausgegangen, und zwar davon, dass bei einer monatlichen Mitteltemperatur von 10 °C im Zeitraum des betreffenden Monats etwa 20 mm Niederschlag verdunsten, bei 20 °C etwa 40 mm usw. Dieser Anteil des Niederschlags kann nicht versickern und steht daher den Pflanzenwurzeln nicht zur Verfügung. Nur wenn der Niederschlagswert höher liegt als das Doppelte des Temperaturwertes, erhält das Gebiet durch den Regen pflanzenverfügbares Wasser für die natürliche Vegetation und die landwirtschaftlichen Anbauflächen.
Die Darstellung der Werte wird für die Temperatur durch eine rote Kurve und für die Niederschläge entweder mittels einer blauen Säule oder einer blauen Kurve vorgenommen. T wird in °C angegeben und N in mm (entspricht Liter pro Quadratmeter), und zwar in der Form, dass die einander bezüglich der Verdunstung entsprechenden Skalenwerte auf derselben Linie liegen. Bei den Monaten, in denen die Niederschlagskurve oberhalb der Temperaturkurve verläuft, spricht man von humiden (feuchten) Monaten. Liegt die Temperaturkurve aber oberhalb der Niederschlagskurve, handelt es sich um aride (trockene) Monate. Je nach der Anzahl der ariden und humiden Monate spricht man von humidem Klima, aridem Klima oder auch semiaridem Klima.
Die Maßstäbe für die Einheiten von T und N stehen im Verhältnis 1:2 (d. h. 10 °C sind auf derselben Höhe der y-Achse verzeichnet wie 20 mm N). Ab 100 mm Niederschlag wird N in der Regel so dargestellt, dass die Skala in diesem oberen Bereich auf ein Fünftel der Höhe gestaucht und dunkelblau dargestellt wird (ein Schritt auf der y-Achse entspricht dann 100 mm N statt vorher 20 mm N). Diese Abflachung ist bei Klimadiagrammen von Orten zu sehen, die (zeitweise) sehr humid sind bspw. bei immerfeuchten, tropischen Klimaten oder saisonal feuchten Monsunklimaten mit jahreszeitlichen extrem hohen Niederschlägen (siehe unten).
Durch das 1:2-Verhältnis in den Temperaturbereichen bis +50 °C (entspricht N 100 mm) können bei Betrachtung des Diagramms sofort Aussagen zur Humidität bzw. Aridität getroffen werden, da humide Monate so definiert sind, dass ihre potentielle Verdunstung durch die Niederschläge übertroffen wird (also, dass generell Wasser für Pflanzen zurückbleibt).
Aridität wird manchmal verdeutlicht, indem die Fläche zwischen der oberhalb der Niederschlagskurve verlaufenden Temperaturkurve und der Niederschlagskurve farblich, meist gelb hervorgehoben wird, also das Integral zwischen T und N (wenn keine Niederschläge vorhanden sind, das Integral unter der T-Kurve; siehe Abb. unten in gelb).
Da das Walter/Lieth-Schema häufig Verwendung findet, um globale Vergleiche durchzuführen und Klimatypen festzulegen, wird die Reihenfolge der Monate für die Südhalbkugel um 6 Monate verschoben, damit die Jahreszeiten für beide Erdhälften übereinstimmen.

#### Deutung und Zuordnung von Klimadiagrammen
Hat die Temperaturkurve eine sehr hohe Schwankungsbreite (Amplitude) im Verlauf der Jahreszeiten, handelt es sich um ein kontinentales Klima. Ist die Amplitude gering, ist ein wärmeausgleichender Meereseinfluss wirksam (Seeklima). Verläuft die Temperaturkurve beinahe in einer horizontalen Linie, liegt die Klimastation in den Tropen mit Tageszeitenklima. Sind auf dem Klimadiagramm sowohl aride Monate zu sehen als auch humide mit relativ hohen Niederschlägen, sind letztere entweder Regenzeiten der wechselfeuchten Tropen oder sommerliche Monsunregen. Bei Sommertrockenheit und Winterregen liegt die Klimastation an einem Ort mit Mittelmeerklima bzw. dem subtropischen Winterregenklima der Westseiten. Anhand der Temperaturkurven und Niederschlagswerte kann man jedes Klimadiagramm einer Klimazone zuordnen. Zu berücksichtigen ist hierbei, dass bedingt durch die gleichbleibende Neigung der Erdachse während des Sommers der Nordhemisphäre auf der Südhemisphäre Winter ist und umgekehrt (Jahreszeiten).

#### Kritik
Die Darstellungsform des Niederschlags durch Säulen hat die Vorteile, dass sie zum einen die Art der Messung von N mittels Wassersäule veranschaulicht und zum anderen, dass deutlich gemacht wird, dass Niederschläge in plötzlichen Ereignissen auftreten, die anders als T verteilt sind. Der Nachteil der Darstellung monatlicher Gesamtniederschläge besteht im Konstrukt des gregorianischen Kalenders, in dem Monate unterschiedlich viele Tage haben. So muss die Vergleichbarkeit der Säulen relativiert werden: der Betrachter des Diagramms muss beispielsweise bedenken, dass bei gleichmäßigem Regen Monate mit mehr Tagen eine dementsprechend höhere Gesamtniederschlagsmenge haben werden.

### Thermoisoplethendiagramm (thermisch)
Das Thermoisoplethendiagramm (gr. thermos = Wärme; Isoplethen = Linien gleicher Werte) orientiert sich nur an den gemittelten Temperaturwerten eines Ortes. Hier werden zwar keine Niederschläge dargestellt, aber dafür wird unter anderem neben dem Jahresverlauf auch der Tagesverlauf der Temperatur aufgezeigt. Somit wird eine Einordnung in Jahres- oder Tageszeitenklima möglich.
Anmerkung: Neben Thermoisoplethen existiert eine weitere Art der Linien gleicher Temperatur: die Isothermen. Als Isothermen werden jedoch nur die Linien in p-V-Diagrammen oder Wetterkarten bezeichnet, daher die davon abweichende Bezeichnung Thermoisoplethe.

### Weitere
Zu weiteren Formen der Darstellung von klimatischen Verhältnissen gehört beispielsweise das Klimogramm, welches das Verhältnis zwischen Temperatur- und Niederschlagswerten im Jahresverlauf mittels einer Funktionskurve graphisch darstellt.
Manche Klimadiagramme berücksichtigen bei der Lufttemperatur die durchschnittliche Amplitude im Tagesgang, auch Tag-Nacht-Amplitude genannt, und stellen diese durch vertikale Balken für jeden Monat dar. Das obere Ende des Balkens entspricht der mittleren Tageshöchsttemperatur (typischerweise Nachmittagswerte, da im Allgemeinen die Sonneneinstrahlung die bodennahe Lufttemperatur mit einer gewissen Verzögerung ansteigen lässt). Das untere Ende des Balkens entspricht der mittleren Tagestiefsttemperatur (typischerweise frühmorgendliche Werte kurz vor Sonnenaufgang, da die Luft während der gesamten Nacht auskühlt). Zur besseren Lesbarkeit sind diese Temperatur-Werte häufig im Diagramm mit angegeben.

### Übersicht

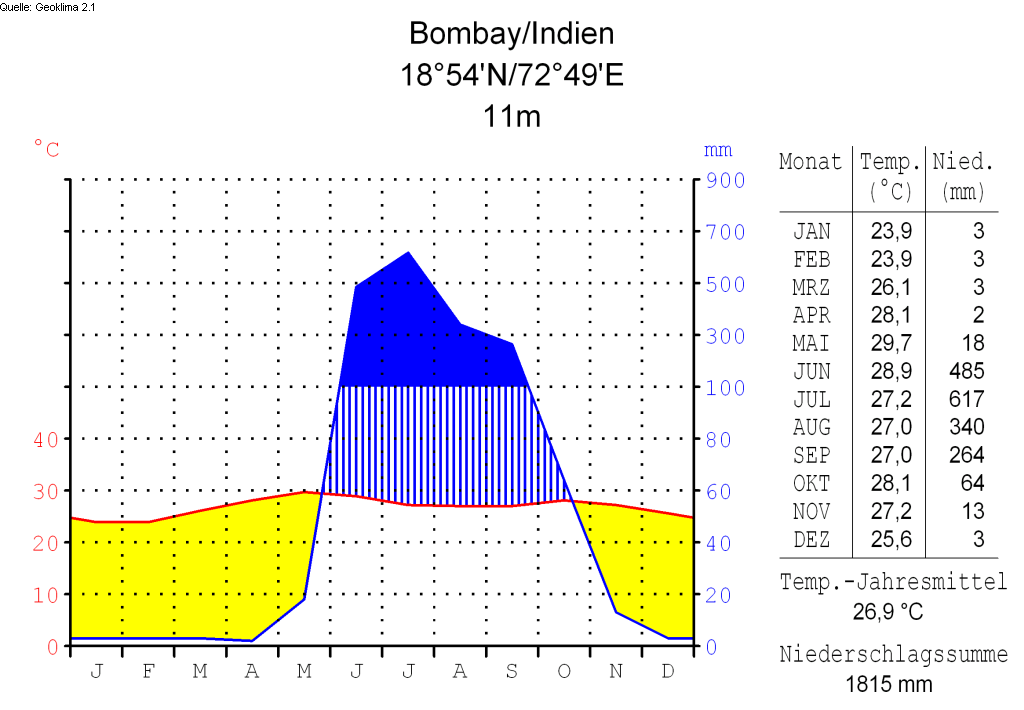
Walter/Lieth-Klimadiagramm eines vom Monsun geprägten Klimas auf der Nordhalbkugel
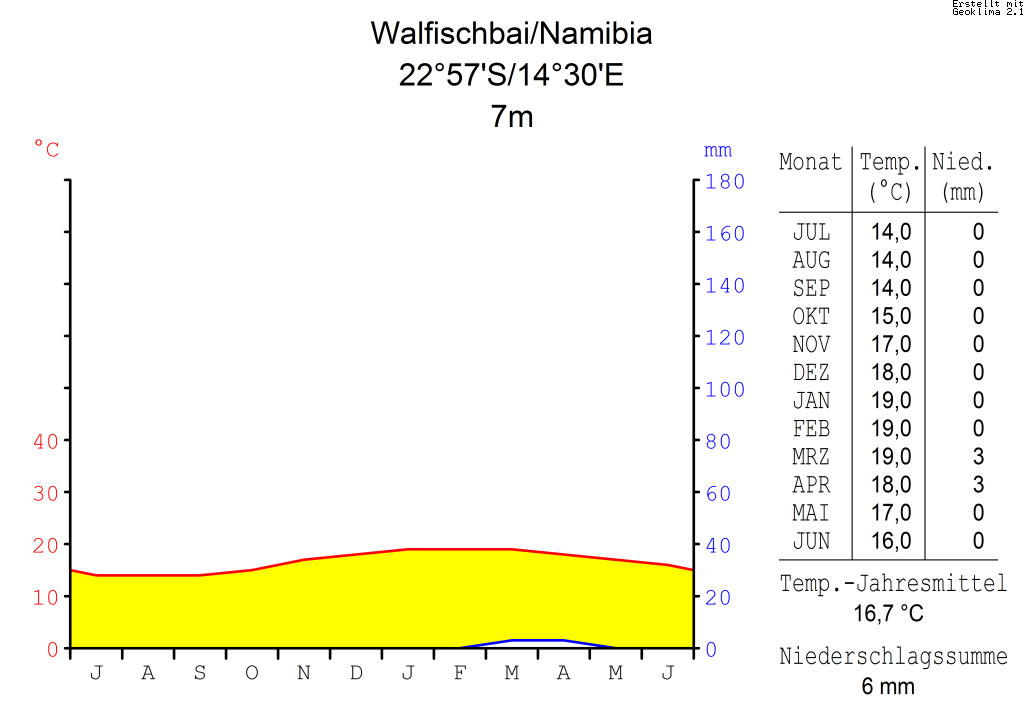
Walter/Lieth-Klimadiagramm eines Wüstenklimas auf der Südhalbkugel
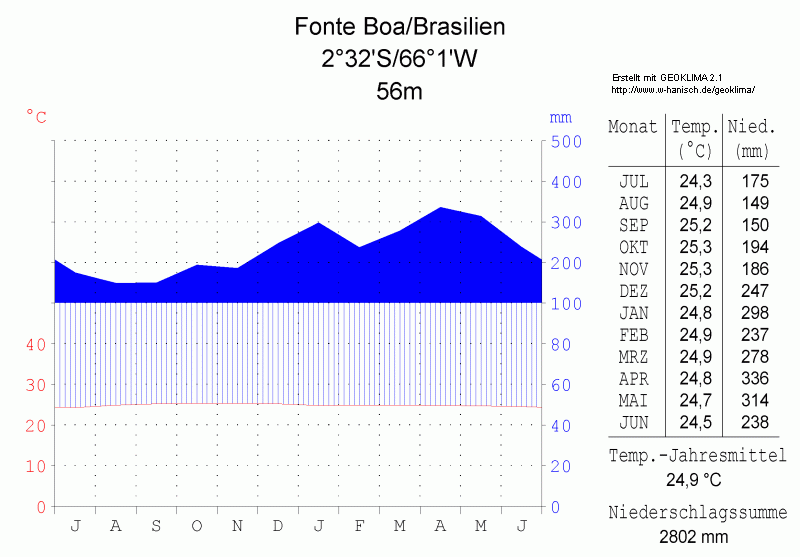
Walter/Lieth-Klimadiagramm eines tropischen Klimas auf der Südhalbkugel
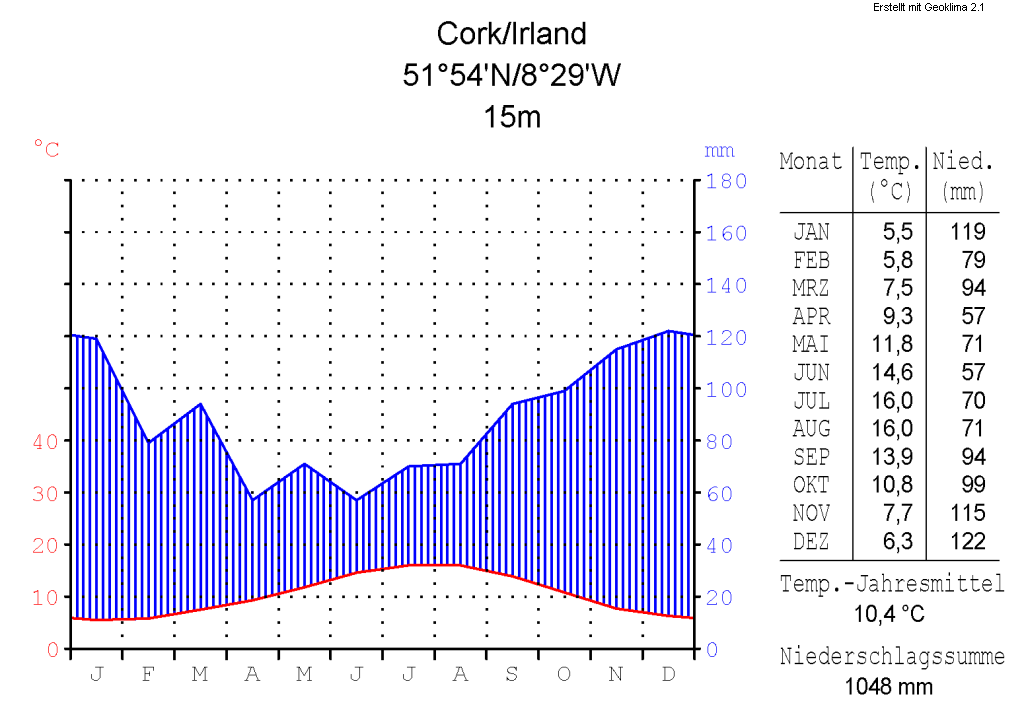
Walter/Lieth-Klimadiagramm eines maritimen Klimas auf der Nordhalbkugel
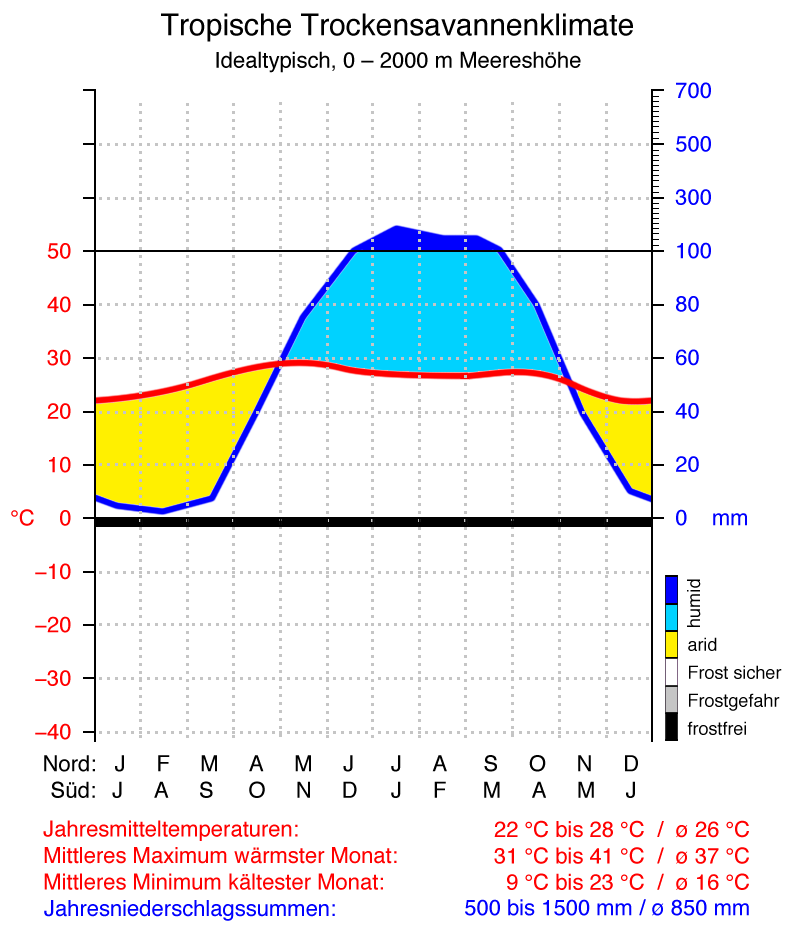
Idealtypisches Klimadiagramm für Trockensavannen
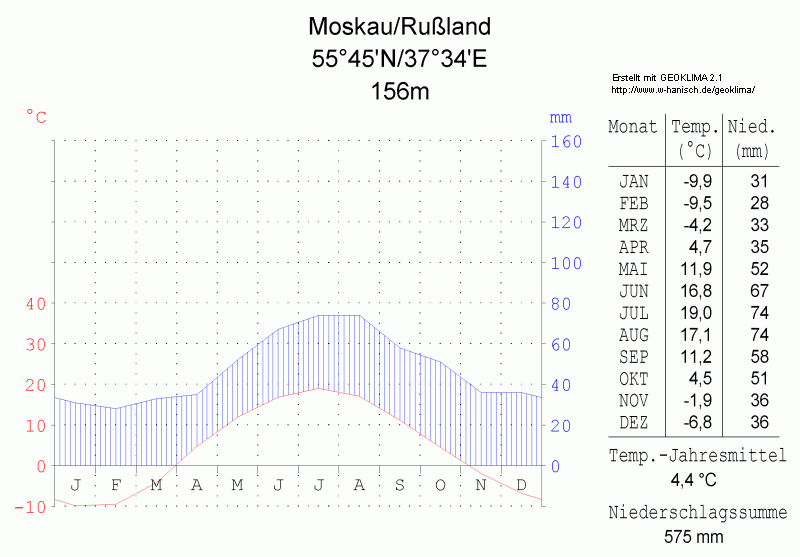
Walter/Lieth-Klimadiagramm eines humiden kontinentalen Klimas auf der Nordhalbkugel
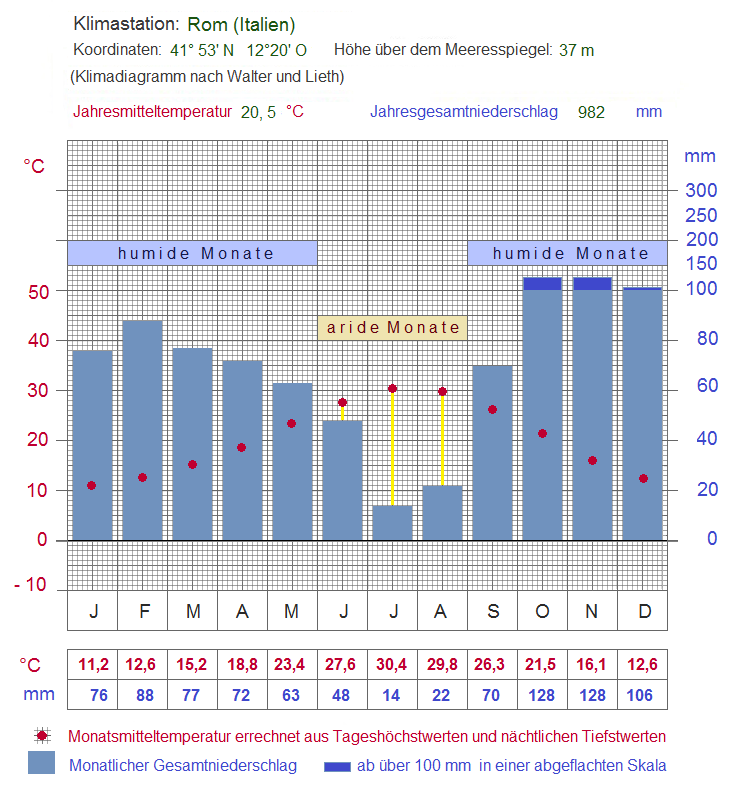
Klimadiagramm in Anlehnung an Walter/Lieth, Niederschlagswerte jedoch als Säulendiagramm und ohne Unterscheidung von arid/humid
Thermoisoplethen-Diagramm (stellt nur die Temperatur umfassend im Tages- und Jahresverlauf dar)
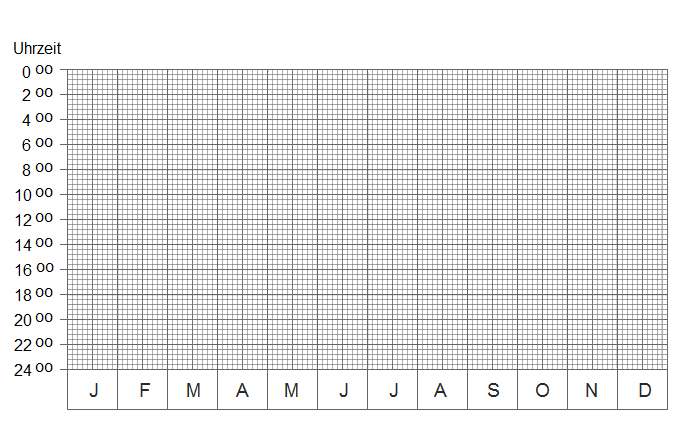
Kopiervorlage Thermoisopleten-Diagramm
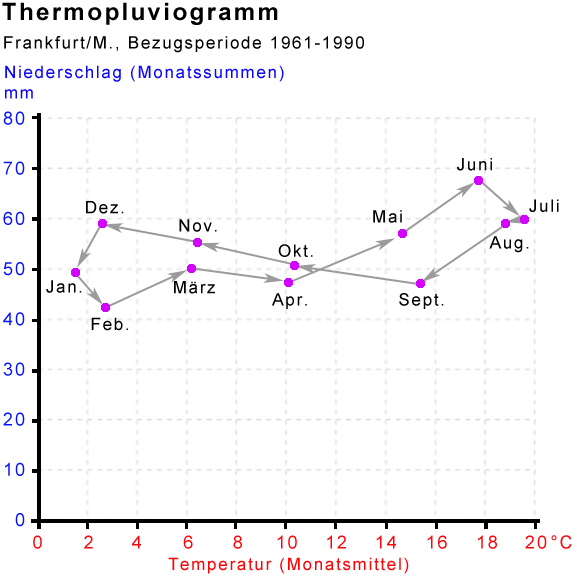
Klimogramm für Frankfurt/M.
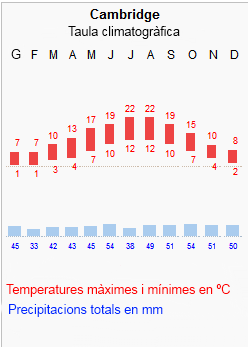
Balkendiagramm mit Tagesamplituden in maritimem kühlgemäßigtem Klima

## Klimatabelle
Eine Klimatabelle ist eine tabellarische Darstellung des Klimas an einem bestimmten Ort. Bei der Aufstellung nach Monat sind beim Deutschen Wetterdienst folgende Angaben üblich:
- Mittlere tägliche Maximumtemperatur – die über den Monat gemittelte Tagesmaximumtemperaturen im langjährigen Mittel eines Referenzzeitraums
- Mittlere tägliche Minimumtemperatur – die über den Monat gemittelte Tagesminimumtemperaturen im langjährigen Mittel eines Referenzzeitraums
- Mittlerer Gesamtniederschlag im Monat – im langjährigen Mittel eines Referenzzeitraums
- Mittlerer Anzahl der Tage mit Niederschlag (≥ 1 mm) – im langjährigen Mittel eines Referenzzeitraums. Hier weicht der DWD von seiner Definition ab, nach der ein „Regentag“ ein Tag mit insgesamt  ≥ 0,1 mm  Regenhöhe ist.[2]

Beispiel: Hamburg
|                       | Jan  | Feb  | Mär  | Apr  | Mai  | Jun  | Jul  | Aug  | Sep  | Okt  | Nov  | Dez  |   |       |
| Mittl. Tagesmax. (°C) | 3,5  | 4,4  | 8,0  | 12,3 | 17,5 | 19,9 | 22,1 | 22,2 | 17,9 | 13,0 | 7,5  | 4,6  | ⌀ | 12,8  |
| Mittl. Tagesmin. (°C) | −1,4 | −1,2 | 1,1  | 3,3  | 7,4  | 10,5 | 12,7 | 12,5 | 9,6  | 6,0  | 2,4  | 0,0  | ⌀ | 5,3   |
|                       |      |      |      |      |      |      |      |      |      |      |      |      |   |       |
| Niederschlag (mm)     | 64,4 | 42,4 | 62,9 | 45,6 | 53,7 | 76,9 | 74,7 | 73,0 | 68,4 | 63,6 | 69,4 | 77,7 | Σ | 772,7 |
|                       |      |      |      |      |      |      |      |      |      |      |      |      |   |       |
| Sonnenstunden (h/d)   | 1,4  | 2,2  | 3,4  | 5,2  | 7,0  | 7,2  | 6,7  | 6,7  | 4,6  | 3,2  | 1,7  | 1,1  | ⌀ | 4,2   |
|                       |      |      |      |      |      |      |      |      |      |      |      |      |   |       |
| Regentage (d)         | 12,1 | 9,2  | 11,3 | 8,9  | 9,6  | 11,3 | 11,4 | 10,2 | 10,8 | 10,5 | 11,7 | 12,4 | Σ | 129,4 |
|                       |      |      |      |      |      |      |      |      |      |      |      |      |   |       |
| Luftfeuchtigkeit (%)  | 87   | 84   | 80   | 75   | 71   | 72   | 75   | 76   | 81   | 84   | 86   | 87   | ⌀ | 79,8  |

| −1,4 |

| −1,2 |

| 1,1 |

| 3,3 |

| 7,4 |

| 10,5 |

| 12,7 |

| 12,5 |

| 9,6 |

| 6,0 |

| 2,4 |

| 0,0 |

| −1,4 |

| −1,2 |

| 1,1 |

| 3,3 |

| 7,4 |

| 10,5 |

| 12,7 |

| 12,5 |

| 9,6 |

| 6,0 |

| 2,4 |

| 0,0 |